# Реакція ферментної ампліфікації за Нікінгом
Реакція нікінг-ферментної ампліфікації (NEAR) - це метод ампліфікації ДНК in vitro, подібний до полімеразної ланцюгової реакції (ПЛР). NEAR є ізотермічною, реплікація ДНК за постійної температури з використанням полімерази (і ферменту нікінгу) для експоненційної ампліфікації ДНК в діапазоні температур від 55 °C до 59 °C.
Одним із недоліків ПЛР є те, що вона вимагає часу на розплутування дволанцюжкової ДНК за допомогою тепла на одноланцюжкову (процес називається денатурацією). Це призводить до того, що час ампліфікації зазвичай становить тридцять хвилин або більше, щоб отримати значну кількість ампліфікованих продуктів.
Потенційними перевагами NEAR порівняно з ПЛР є підвищена швидкість та нижчі енергетичні вимоги – характеристики, загальні з іншими схемами ізотермічної ампліфікації. Основний недолік NEAR у порівнянні з ПЛР полягає в тому, що виробництво неспецифічних продуктів ампліфікації є загальною проблемою реакцій ізотермічної ампліфікації.
У реакції NEAR використовуються ендонуклеази природного походження або сконструйовані ендонуклеази, які вносять розрив нитки лише на одній нитці в місці розщеплення ДНК ДНК. Здатність деяких із цих ферментів каталізувати ізотермічну ампліфікацію ДНК була розкрита, але не заявлена в патентах, виданих на самі ферменти.